# Sarcophaga kirgizica
Sarcophaga kirgizica är en tvåvingeart som först beskrevs av Boris Borisovitsch Rohdendorf 1969.  Sarcophaga kirgizica ingår i släktet Sarcophaga och familjen köttflugor. Inga underarter finns listade i Catalogue of Life.